# Torre de El Bollo

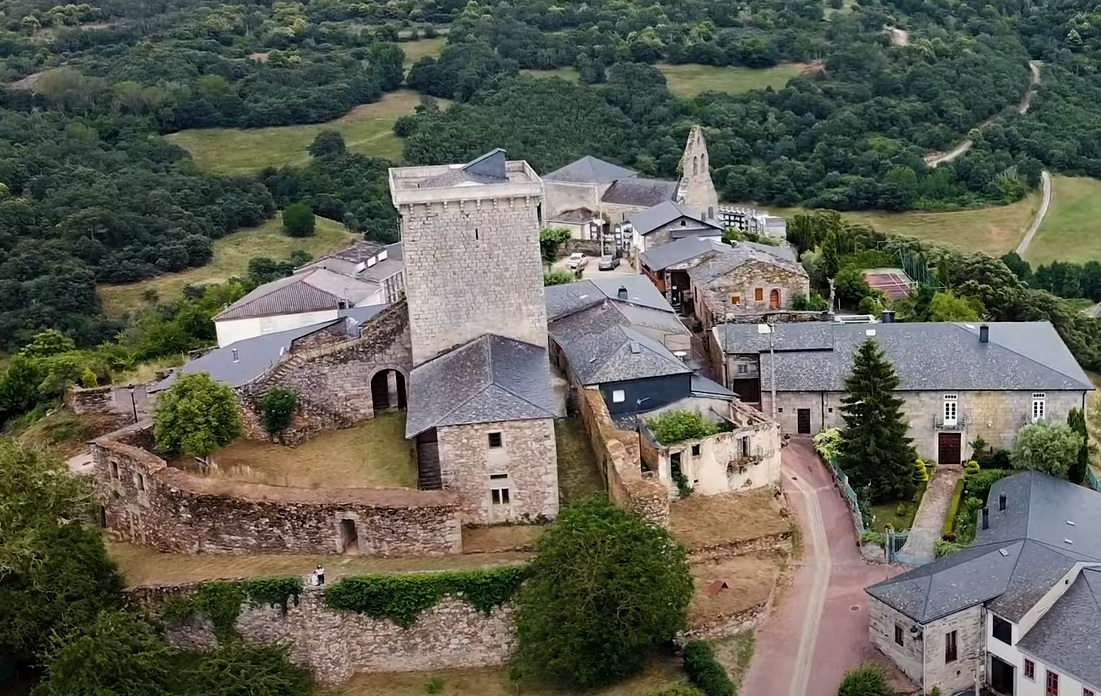
Castillo de El Bollo (Orense), vista general

La Torre de El Bollo es lo que resta de un antiguo castillo situado en el municipio de El Bollo, provincia de Orense, en las estribaciones de la Sierra del Hacha.

## Historia
Posiblemente esté situado en un lugar que alguna vez ocupó un antiguo castro. No fue hasta el siglo XII cuando aparecieron las primeras referencias documentadas del castillo, documentos que cuentan su fundación real.
En el siglo XIV, el rey Pedro I de Castilla concedió a la localidad un fuero de realengo, en agradecimiento por su lealtad en la guerra civil que le enfrentó a Enrique de Trastámara. En el siglo XV, el rey Juan II de Castilla confirmó los privilegios de la villa al conceder el castillo a los condes de Benavente.
El castillo perteneció también a los condes de Lemos, enemigos de los Benavente, que habían llegado a poseer el título de Condes de El Bollo.

## Descripción
El castillo medieval era de planta rectangular, con siete cubos y la torre del homenaje. La torre fue reconstruida por Juan Pimentel en el siglo XV, siguiendo el estilo gótico. Es de planta cuadrada, sillería de granito bien trabajado, de una altura de 18 metros y unos 10 metros de lado. No conserva almenas. Se distribuye en tres plantas y sótano. Cubierta de bóveda de cañón apuntado, reforzado por 3 arcos. Se entra a la torre por una puerta sobreelevada en la primera planta. En su interior se puede ver la entrada al sótano, los aljibes y una habitación.
En la muralla hay una puerta de arco de medio punto que da al patio. Es una muralla defensiva, con un par de torres flanqueantes, que tiene un grosor de 2 metros y 25 centímetros. En los sillares se aprecian varias marcas de canteros.
Se conservan también el aljibe y murallas con adarve.

## Galería
|                               |
| Castillo de El Bollo (Orense) |

|                   |
| Torre de El Bollo |

|                   |
| Torre de El Bollo |

- Datos: Q10383761